# Elizabeth de Portzamparc
Elizabeth de Portzamparc és una arquitecta francobrasilera nascuda a Rio de Janeiro.

## Biografia
Començà a practicar l'art conceptual en la seva joventut. A França, paral·lelament als seus estudis d'antropologia, de sociologia urbana i d'urbanisme, es dedicà durant alguns anys exclusivament als temes urbans: ciutats noves, IAURIF, i sobretot a la direcció del Taller d'Urbanisme d'Antony. Hi estableix els estudis pioners, en els anys 1977-1978, sobre els conceptes de «barris/sotabarris», erigint les nocions de «vida local» i enllaços territorials al centre dels principis fundadors de les polítiques de disposició.
Després d'haver-hi llançat la creació de la primera instància intercomunal d'urbanisme per la creació de la Fluida verda del sud de París, ensenya a l'Escola d'Arquitectura París-la-Seine entre 1984 i 1988 i crea el 1987 la seva pròpia agència, la qual es distingeix pels nombrosos projectes, que aborden diverses escales de realització.
En la seua activitat d'arquitecta i urbanista, Elizabeth de Portzamparc concep els seus edificis com símbols arquitectònics portadors de nous valors, que vertebren i viuen amb exactitud els llocs on s'instal·len. Oberts sobre la ciutat i sobre els seus habitants, els projectes del Museu de la Romanité de Nîmes, el Gran Equipament Documental del Campus Condorcet a Aubervilliers i l'Estació del Bourget, una de les estacions emblemàtiques del "Grand Paris Express", han estat pensats com a llocs «per a viure»: una estructura concebuda com a suport d'animació local i de qualitat de vida per a aquells que la practiquen. Aplicant les seves reflexions sobre la identitat de les ciutats i les metròpolis, aquests equips reforcen les qualitats del context en què s'insereixen.
Gràcies al seu doble enfocament sociològic i arquitectual, combina l'exigència de l'abast social, urbà i ecològic amb una realització òptima de la forma, un transcurs coherent i llegible en totes les escales del seu treball. Els seus projectes es caracteritzen per les seves proposicions innovadores en termes de flexibilitat i de gestió de l'espai.
Dintre del "Taller Internacional del Grand Paris Express", prossegueix les seves investigacions portades després de 30 anys sobre la identitat dels llocs, la vida local i els enllaços territorials, aportacions fonamentals a les reflexions sobre la construcció de la metròpoli. Sempre en aquest marc, ha conduït proposicions pioneres per a habitatges durables, flexibles, d'ús mixt o prefabricat.
Elizabeth de Portzamparc és l'esposa de l'arquitecte, urbanista i llorejat pel premi Pritzker, Christian de Portzamparc.

## Principals projectes. Arquitectura i urbanisme
- Gran Equipament Documental del Campus Condorcet, Aubervilliers, França - Concurs, projecte llorejat (2014-2019)
- L'Estació del Bourget, França: Línia 16 del metro de París - Concurs, projecte llorejat (2014-2022)
- Museu de la Romanité de Nîmes Arxivat 2016-03-24 a Wayback Machine., França: arquitectura i museografia - Concurs, projecte llorejat (2012-2017)[10][11][12][13]
- Nou centre ciutat de Massy (Illa-de-França), França: construcció d'edificis d'habitatge mixtos - Concurs, projecte llorejat (2011-2017)[14]
- Conjunt d'allotjaments a Versailles-Chantiers, França: construcció d'edificis d'habitatge - Comana (2012- en curs d'estudi)
- Tour de la Noue: edifici IGH d'habitatge mixt a Bagnolet, Illa de França, França
- Tour hotel 4 estrelles: edifici mixt hotel-allotjaments, Casablanca, Marroc (2009)
- Centre cultural francès de Florianópolis (teatre, mediateca, restaurant) per a l'Aliança Francesa, Brasil - Concurs, projecte llorejat (2009)
- Bassins à Flot: edificis d'allotjaments i locals d'ús social (amb comerços, aparcaments, 10 000 m²) a Bordeus, França (2009-2016)
- Parc de les exposicions Riocentro, Rio de Janeiro, Brasil - Concursos, projecte llorejat (2007-2014)
- Tramvia de Bordeus, 145 parades i el seu mobiliari urbà - Concurs, projecte llorejat (1997-2013)